# Fronteira Índia–Paquistão
A fronteira entre Índia e Paquistão é a linha que limita os territórios da Índia e do Paquistão, estabelecida durante a independência dos dois estados a partir do Raj Britânico, em 1947.
As relações entre os dois estados são muito tensas e a passagem na fronteira de pessoas e bens é estritamente limitada. A principal fonte desta discórdia relaciona-se com a questão de Caxemira: nesta região, não há consenso sobre o traçado da linha de fronteira.

## Caxemira

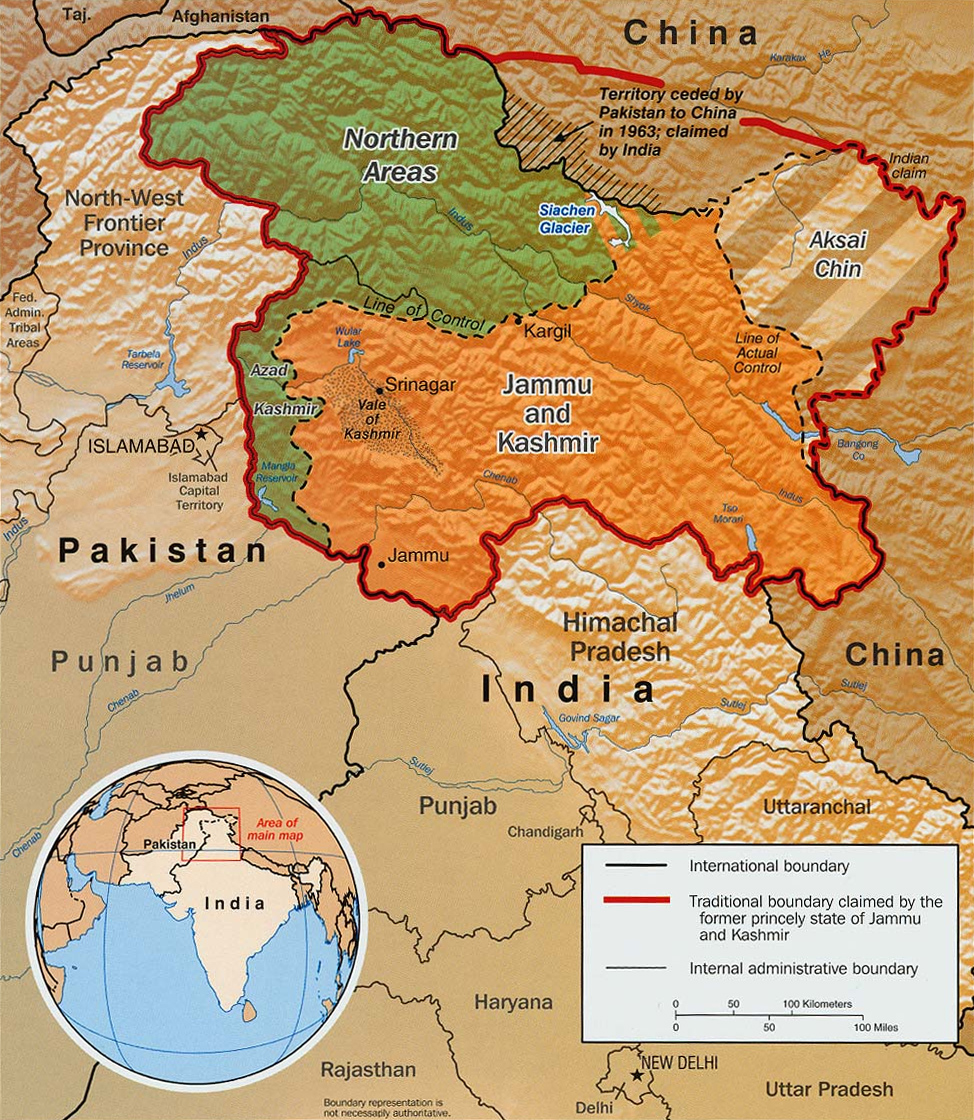
Mapa mostrando os territórios disputados: verde: Caxemira Livre e Territórios do Norte, sob controle do Paquistão; castanho-escuro: Jammu e Caxemira, sob controle da Índia; Aksai Chin, sob ocupação da República Popular da China.

Em Caxemira o traçado da fronteira está por definir. A Índia reclama soberania sobre as províncias de Caxemira Livre e Áreas do Norte, atualmente sob controle paquistanês. O Paquistão considera-se soberano sobre a zona do glaciar de Siachen, controlado pela Índia desde o conflito de Siachen em 1984. A região não tem nenhuma fronteira no sentido internacional, mas apenas uma linha de cessar-fogo, a Line of Control, limite das posições militares aquando do fim da Primeira Guerra Indo-paquistanesa em 1949. Esta linha de controle está materializada na quase totalidade do seu traçado por uma fileira dupla de arame farpado rodeado por campos minados. As escaramuças entre os dois exércitos são regulares.

## Resto da fronteira
O resto da fronteira, denominada International Border, está fortemente demarcado. Só existe um ponto de passagem terrestre entre os dois países, em Wagah, no caminho entre Amritsar, na Índia, e Lahore, no Paquistão. Neste ponto exibem-se todos os dias os guardas fronteiriços dos dois países num ritual que atrai multidões e no qual procedem a movimentações coordenadas antes do fecho dos portões.

## Regiões fronteiriças
- Índia:
  - Gujarat
  - Jammu e Caxemira
  - Punjab
  - Rajastão

- Paquistão :
  - Caxemira Livre
  - Punjab
  - Sind
  - Áreas do Norte